# Turtle Islands Park

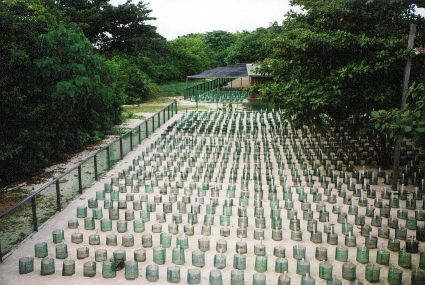
Broedplaats op het eiland

Turtle Islands Park (Schildpaddeneiland) is een groepje eilanden in de Suluzee ten noorden van Sabah in Maleisië. Selingan is het grootste eiland.
Ze bevatten de broedplaatsen van soepschildpadden vooral in de maanden juli-oktober. Drie eilanden horen bij Maleisië de anderen bij de Filipijnen. Het is ook een bekende duik- en snorkelgebied.
Onder andere de eilanden Selingaan, Bakkungaan Kecil en Gulisaan. Het is sinds 1977 beschermd gebied. In 1988 waren er circa 336.500 eieren. 